# ウォーカーレイン・東カリフォルニア剪断帯
ウォーカーレイン・東カリフォルニア剪断帯（ウォーカーレイン＝ひがしカリフォルニアせんだんたい、英: Walker Lane—Eastern California shear zone, WL-ECSZ）とは、アメリカ西海岸のシエラネバダの東縁・グレートベースン（ベイスン・アンド・レンジ）の西縁に沿って伸びる幅約100kmの剪断帯。

## 概要
北端はラッセン山付近、南端はウォーカーレインがガーロック断層・東カリフォルニア剪断帯はパームスプリングス付近となっている。
領域内は主に北西－南東走向の右横ずれ断層が主体で、そのほか北東－南西走向の左横ずれ断層、南北走向の正断層などから構成される。また、ロングバレーカルデラやモノ湖火山区域などの第四紀火山も分布している。
現在アメリカ西海岸の北アメリカプレートと太平洋プレートの相対速度は49mm/年で、このうち3/4程度がサンアンドレアス断層系（シエラネバダ＝グレートバレーブロックの西縁）で、1/4程度がWL-ECSZの変位で解消されていると推定されている。
現在のWL-ECSZは、複数の断層がある程度直線的に分布しているものの、セグメントは複雑に分布している。
しかし、これらの断層は将来的にはある程度直線的にひと纏まりに収斂し、約700～800万年後程度までにはプレート境界としての主な変動領域がサンアンドレアス断層系からWL-ECSZに移行する可能性が指摘されている。

## WL-ECSZ付近で発生した主な地震
日時は西海岸標準時、M7以上
- M7.1 - レインボーマウンテン・フェアビューピーク・ディクシーバレー地震群（英語版）: 1954年12月16日, *ベイスン・アンド・レンジ内
- M7.4 - オーエンズバレー地震（英語版）: 1872年3月26日, Owens Valley断層帯
- M7.1 - リッジクレスト地震: 2019年7月5日
- M7.1 - ヘクターマイン地震: 1999年10月16日, Lavic Lake断層
- M7.3 - ランダース地震（英語版）: 1992年6月28日, Camp Rock-Emerson-Copper Mountain断層帯